# جوزيف روتشيلد
جوزيف روتشيلد (بالإنجليزية: Joseph Rothschild)‏ هو عالم سياسة ومؤرخ أمريكي، ولد في 5 أبريل 1931 في فولدا في ألمانيا، وتوفي في 30 يناير 2000.